# Liga Mistrzów UEFA (2009/2010)/Faza pucharowa
Faza pucharowa rozgrywek Ligi Mistrzów UEFA 2009/2010 rozpocznie się 16 lutego 2010 i zostanie zakończona meczem finałowym, który odbędzie się 22 maja 2010 na Estadio Santiago Bernabéu w Madrycie.

## Zakwalifikowane drużyny
Do startu w fazie pucharowej uprawnionych jest 16 drużyn – 8 zwycięzców fazy grupowej i 8 drużyn, które zajęły 2. miejsca w fazie grupowej.
Losowanie par 1/8 finału odbyło się 18 grudnia 2009 (godz. 12:00), losowanie dalszych rund zostanie przeprowadzone 19 marca 2010. W tej fazie do dalszych etapów turnieju przechodzą zwycięzcy poszczególnych dwumeczów.
    Drużyny rozstawione
    Drużyny nierozstawione
| Grupa | Zwycięzcy grup     | 2. drużyny grup  |
| ----- | ------------------ | ---------------- |
| A     | Girondins Bordeaux | Bayern Monachium |
| B     | Manchester United  | CSKA Moskwa      |
| C     | Real Madryt        | Milan            |
| D     | Chelsea            | FC Porto         |
| E     | Fiorentina         | Olympique Lyon   |
| F     | FC Barcelona       | Inter Mediolan   |
| G     | Sevilla FC         | VfB Stuttgart    |
| H     | Arsenal            | Olympiakos SFP   |

## 1/8 finału
Zwycięzcy fazy grupowej Ligi Mistrzów zostali rozlosowani przeciwko zespołom, które zajęły 2. miejsca w fazie grupowej. Drużyny z tych samych federacji oraz grup nie mogły zostać zestawione w 1 parze. Po raz pierwszy dwumecze tej rundy zostaną rozegrane w przeciągu 4 tygodni (do tej pory w ciągu 2). Pierwsze mecze zostały rozegrane 16, 17, 23 i 24 lutego, rewanże – 9, 10, 16 i 17 marca 2010.
| Drużyna 1                            | Wynik dwumeczu | Drużyna 2          | Pierwszy mecz | Drugi mecz |
| ------------------------------------ | -------------- | ------------------ | ------------- | ---------- |
| VfB Stuttgart                        | 1:5            | FC Barcelona       | 1:1           | 0:4        |
| Olympiakos SFP                       | 1:3            | Girondins Bordeaux | 0:1           | 1:2        |
| Inter Mediolan                       | 3:1            | Chelsea            | 2:1           | 1:0        |
| Bayern Monachium                     | 4:4 (b. wyj.)  | Fiorentina         | 2:1           | 2:3        |
| CSKA Moskwa                          | 3:2            | Sevilla FC         | 1:1           | 2:1        |
| Olympique Lyon                       | 2:1            | Real Madryt        | 1:0           | 1:1        |
| FC Porto                             | 2:6            | Arsenal            | 2:1           | 0:5        |
| Milan                                | 2:7            | Manchester United  | 2:3           | 0:4        |
| Po lewej gospodarz pierwszego meczu. |                |                    |               |            |

### Pierwsze mecze
| 123 lutego 2010 | VfB Stuttgart | 1:1   | FC Barcelona    |                                                                    |
| 20:45 CET       | Cacau 25'     | (1:0) | 52' Ibrahimović | Mercedes-Benz Arena Stuttgart Widzów: 39 430 Sędzia: Björn Kuipers |

| 223 lutego 2010 | Olympiakos SFP | 0:1   | Girondins Bordeaux |                                                               |
| 20:45 CET       |                | (0:1) | 45+2' Ciani        | Stadion Karaiskákis Pireus Widzów: 29 773 Sędzia: Howard Webb |

| 324 lutego 2010 | Inter Mediolan            | 2:1   | Chelsea   |                                                                 |
| 20:45 CET       | Milito 3' · Cambiasso 55' | (1:0) | 51' Kalou | San Siro Mediolan Widzów: 78 971 Sędzia: Manuel Mejuto González |

| 417 lutego 2010 | Bayern Monachium           | 2:1   | Fiorentina   |                                                                   |
| 20:45 CET       | Robben 48' (k) · Klose 89' | (0:0) | 50' Krøldrup | Allianz Arena Monachium Widzów: 66 000 Sędzia: Tom Henning Ovrebo |

| 524 lutego 2010 | CSKA Moskwa       | 1:1   | Sevilla FC         |                                                           |
| 20:45 CET       | Mark González 66' | (0:1) | 25' Álvaro Negredo | Stadion Łużniki Moskwa Widzów: 28 600 Sędzia: Felix Brych |

| 616 lutego 2010 | Olympique Lyon | 1:0   | Real Madryt |                                                           |
| 20:45 CET       | Makoun 47'     | (0:0) |             | Stade Gerland Lyon Widzów: 40 327 Sędzia: Martin Atkinson |

| 717 lutego 2010 | FC Porto                | 2:1   | Arsenal      |                                                               |
| 20:45 CET       | Varela 11' · Falcao 51' | (1:1) | 18' Campbell | Estádio do Dragão Porto Widzów: 45 604 Sędzia: Martin Hansson |

| 816 lutego 2010 | Milan                       | 2:3   | Manchester United             |                                                               |
| 20:45 CET       | Ronaldinho 3' · Seedorf 85' | (1:1) | 36' Scholes · 66', 74' Rooney | San Siro Mediolan Widzów: 78 587 Sędzia: Olegário Benquerença |

### Rewanże
| 117 marca 2010 | FC Barcelona                                                 | 4:0   | VfB Stuttgart |                                                       |
| 20:45 CET      | 13' 60' Lionel Messi · 22' Pedro Rodríguez · 89' Bojan Krkić | (2:0) |               | Camp Nou Barcelona Widzów: 88 543 Sędzia: Alain Hamer |

| 217 marca 2010 | Girondins Bordeaux                       | 2:1   | Olympiakos SFP             |                                                                          |
| 20:45 CET      | 5' Yoann Gourcuff · 88' Marouane Chamakh | (2:0) | 65' Konstantinos Mitroglou | Stade Chaban-Delmas Bordeaux Widzów: 31 004 Sędzia: Olegário Benquerença |

| 316 marca 2010 | Chelsea | 0:1   | Inter Mediolan |                                                              |
| 20:45 CET      |         | (0:0) | Eto’o 78'      | Stamford Bridge Londyn Widzów: 38 107 Sędzia: Wolfgagn Stark |

| 49 marca 2010 | Fiorentina                    | 3:2   | Bayern Monachium            |                                                                                  |
| 20:45 CET     | Vargas 28' · Jovetić 54', 64' | (1:0) | 60' van Bommel · 65' Robben | Stadio Artemio Franchi Florencja Widzów: 42 768 Sędzia: Alberto Undiano Mallenco |

| 516 marca 2010 | Sevilla FC  | 1:2   | CSKA Moskwa           |                                                                            |
| 20:45 CET      | Perotti 41' | (1:1) | Necid 39' · Honda 55' | Estadio Ramón Sánchez Pizjuán Sewilla Widzów: 29 666 Sędzia: Viktor Kassai |

| 610 marca 2010 | Real Madryt          | 1:1   | Olympique Lyon |                                                                        |
| 20:45 CET      | Cristiano Ronaldo 6' | (1:0) | 75' Pjanić     | Estadio Santiago Bernabéu Madryt Widzów: 71 569 Sędzia: Nicola Rizzoli |

| 79 marca 2010 | Arsenal                                              | 5:0   | FC Porto |                                                                   |
| 20:45 CET     | Bendtner 10', 25', 90+1' (k) · Nasri 63' · Eboué 66' | (2:0) |          | Emirates Stadium Londyn Widzów: 59 661 Sędzia: Frank De Bleeckere |

| 810 marca 2010 | Manchester United                         | 4:0   | Milan |                                                                |
| 20:45 CET      | Rooney 13', 46' · Park 59' · Fletcher 88' | (1:0) |       | Old Trafford Manchester Widzów: 74 595 Sędzia: Massimo Busacca |

## 1/4 finału
Od tej rundy pary zostaną rozlosowane niezależnie od przynależności drużyn do poszczególnych federacji oraz pozycji zajętej w fazie grupowej. Pierwsze mecze zostały rozegrane 30 i 31 marca, rewanże – 6 i 7 kwietnia 2010.
| Drużyna 1                            | Wynik dwumeczu | Drużyna 2          | Pierwszy mecz | Drugi mecz |
| ------------------------------------ | -------------- | ------------------ | ------------- | ---------- |
| Olympique Lyon                       | 3:2            | Girondins Bordeaux | 3:1           | 0:1        |
| Bayern Monachium                     | 4:4 (b. wyj.)  | Manchester United  | 2:1           | 2:3        |
| Arsenal                              | 3:6            | FC Barcelona       | 2:2           | 1:4        |
| Inter Mediolan                       | 2:0            | CSKA Moskwa        | 1:0           | 1:0        |
| Po lewej gospodarz pierwszego meczu. |                |                    |               |            |

### Pierwsze mecze
| 130 marca 2010 | Olympique Lyon                     | 3:1   | Girondins Bordeaux |                                                       |
| 20:45 CET      | Lisandro 10', 77' (k) · Bastos 32' | (2:1) | 14' Chamakh        | Stade Gerland Lyon Widzów: 37 859 Sędzia: Felix Brych |

| 230 marca 2010 | Bayern Monachium      | 2:1   | Manchester United |                                                                   |
| 20:45 CET      | Ribéry 77' · Olić 90' | (0:1) | 2' Wayne Rooney   | Allianz Arena Monachium Widzów: 66 000 Sędzia: Frank De Bleeckere |

| 331 marca 2010 | Arsenal                        | 2:2   | FC Barcelona    |                                                                |
| 20:45 CET      | Walcott 69' · Fàbregas 85' (k) | (0:1) | 46', 59' Zlatan | Emirates Stadium Londyn Widzów: 59 572 Sędzia: Massimo Busacca |

| 431 marca 2010 | Inter Mediolan | 1:0   | CSKA Moskwa |                                                      |
| 20:45 CET      | Milito 65'     | (0:0) |             | San Siro Mediolan Widzów: 69 398 Sędzia: Howard Webb |

### Rewanże
| 16 kwietnia 2010 | FC Barcelona             | 4:1   | Arsenal      |                                                          |
| 20:45 CET        | Messi 21', 37', 42', 88' | (3:1) | 18' Bendtner | Camp Nou Barcelona Widzów: 93 330 Sędzia: Wolfgang Stark |

| 26 kwietnia 2010 | CSKA Moskwa | 0:1   | Inter Mediolan |                                                               |
| 20:45 CET        |             | (0:1) | 6' Sneijder    | Stadion Łużniki Moskwa Widzów: 65 000 Sędzia: Stéphane Lannoy |

| 37 kwietnia 2010 | Girondins Bordeaux | 1:0   | Olympique Lyon |                                                                              |
| 20:45 CET        | Chamakh 45'        | (1:0) |                | Stade Chaban-Delmas Bordeaux Widzów: 31 962 Sędzia: Alberto Undiano Mallenco |

| 47 kwietnia 2010 | Manchester United        | 3:2   | Bayern Monachium      |                                                               |
| 20:45 CET        | Gibson 3' · Nani 7', 41' | (3:1) | 43' Olić · 74' Robben | Old Trafford Manchester Widzów: 74 482 Sędzia: Nicola Rizzoli |

## 1/2 finału
Pierwsze mecze zostaną rozegrane 20 i 21 kwietnia, rewanże – 27 i 28 kwietnia 2010.
| Drużyna 1                            | Wynik dwumeczu | Drużyna 2      | Pierwszy mecz | Drugi mecz |
| ------------------------------------ | -------------- | -------------- | ------------- | ---------- |
| Bayern Monachium                     | 4:0            | Olympique Lyon | 1:0           | 3:0        |
| Inter Mediolan                       | 3:2            | FC Barcelona   | 3:1           | 0:1        |
| Po lewej gospodarz pierwszego meczu. |                |                |               |            |

### Pierwsze mecze
| 120 kwietnia 2010 | Inter Mediolan                         | 3:1   | FC Barcelona |                                                               |
| 20:45 CET         | Sneijder 30' · Maicon 48' · Milito 61' | (1:1) | 19' Pedro    | San Siro Mediolan Widzów: 79 000 Sędzia: Olegário Benquerença |

| 221 kwietnia 2010 | Bayern Monachium | 1:0   | Olympique Lyon |                                                               |
| 20:45 CET         | Robben 69'       | (0:0) |                | Allianz Arena Monachium Widzów: 66 00 Sędzia: Roberto Rosetti |

### Rewanże
| 127 kwietnia 2010 | Olympique Lyon | 0:3   | Bayern Monachium |                                                           |
| 20:45 CET         |                | (0:1) | 26' 67' 78' Oliċ | Stade Gerland Lyon Widzów: 39 414 Sędzia: Massimo Busacca |

| 228 kwietnia 2010 | FC Barcelona | 1:0   | Inter Mediolan |                                                              |
| 20:45 CET         | Piqué 84'    | (0:0) |                | Camp Nou Barcelona Widzów: 96 214 Sędzia: Frank De Bleeckere |

## Finał
| 22 maja 2010 20:45 CET | Bayern Monachium | 0:20:1 | Inter Mediolan · Diego Milito 35', 70' | Estadio Santiago Bernabéu, Madryt Widzów: 80.000 Sędzia: Howard Webb |
|                        |                  |        |                                        |                                                                      |